# In Memory of Walter Savage Landor

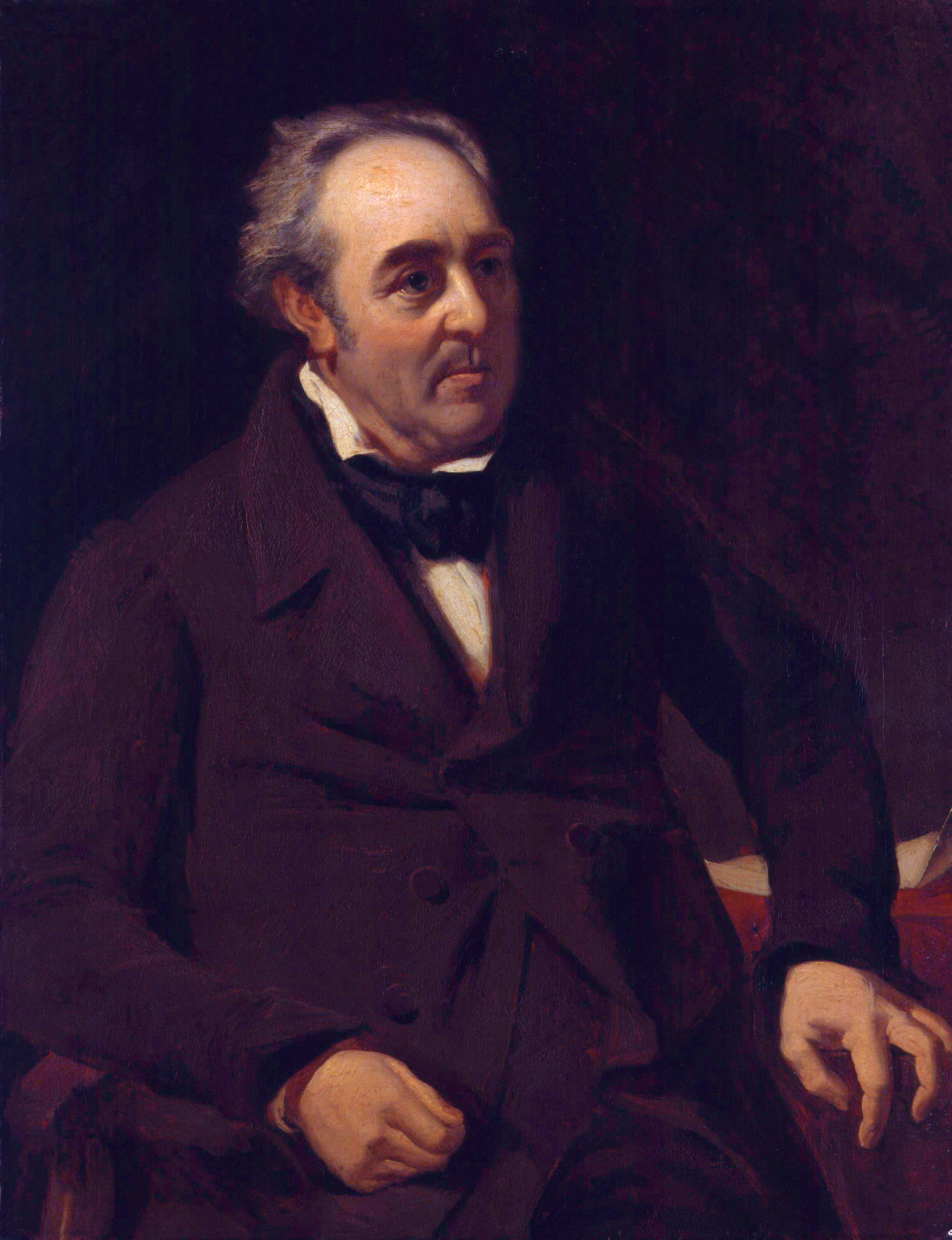
William Fisher, Waltera Savage’a Landora

In Memory of Walter Savage Landor – wiersz angielskiego poety i dramaturga Algernona Charlesa Swinburne’a poświęcony brytyjskiemu romantykowi Walterowi Savage’owi Landorowi (1775-1864). Utwór jest napisany przy użyciu strofy czterowersowej rymowanej abab.
Back to the flower-town, side by side,
The bright months bring,
New-born, the bridegroom and the bride,
Freedom and spring.
W wierszu pojawiają się aliteracje: The sweet land laughs from sea to sea,/Filled full of sun;.